# Tráfico web
El tráfico web  es la cantidad de datos enviados y recibidos por los visitantes de un sitio web. Esta es una gran proporción del tráfico de internet. El tráfico web es determinado por el número de visitantes y páginas web que visitan.

## Medición
El tráfico web es medido para ver la popularidad de sitios web y páginas individuales o secciones sin que estos estén en un portal.
El tráfico web puede ser analizado con ver las estadísticas encontradas en el archivo del servidor de la página, el cual genera automáticamente una lista de todas las páginas vistas.
Un hit es generado cuando cualquier archivo es visto. La página, en sí misma, es considerada un archivo, pero las imágenes también son archivos, por ende, una página con cinco imágenes puede generar 6 hits (las 5 imágenes y la página). Una vista de página es generada cuando un visitante requiere cualquier página del sitio. El visitante siempre generará al menos una vista de página (portada) pero puede generar muchas más.
También existen aplicaciones externas que toman registro de los sitios web insertando una metaetiqueta (pequeño código HTML) en cada página del sitio.
El tráfico web también es medido a veces por un packet sniffing y también entrega muestras aleatorias de tráfico e información externa sobre todo el uso que tiene la página en Internet.

### Criterios de medición
- Número de visitantes.
- Promedio de páginas vistas por un usuario (un promedio alto indica que los usuarios exploran constantemente la página, quizá porque la encuentran útil, o en caso contrario puede indicar inhabilidad del sitio o que el público encuentra la información fácil).
- Promedio de tiempo de un usuario en el sitio.
- Promedio de duración de la página (por cuanto tiempo es vista).
- Clases dominantes (niveles de direcciones IP requeridas para abrir páginas web y contenido).
- Hora pico (el mayor tiempo de popularidad de la página puede mostrarse cuando se hacen campañas promocionales).
- Páginas más requeridas (más populares).
- Portadas más requeridas (es la primera página del sitio, la que más atrae a los visitantes).
- Tasa de rebote (usuarios que acceden solo a una de las páginas del sitio web y no ven más).

Sitios web como Alexa Internet genera estadísticas de tráfico y rankings basados en la gente que accede a las páginas web usando la barra Alexa. La dificultad con ello es que no mira todo el tráfico que tiene la web en internet. Los sitios importantes generalmente usan los servicios de empresas, pero sus reportes sólo están disponibles con previa suscripción y pago.

## Controlando el tráfico web
La cantidad de tráfico en un sitio web sirve para medir su popularidad. Analizando las estadísticas de visitantes es posible saber qué está bien y qué se debe mejorar. También es posible aumentar (o en algunos casos disminuir) la popularidad del sitio y la cantidad de gente que lo visita.
Hace unos meses Google certificó que las búsquedas móviles empezaban a superar a las búsquedas de PC. Esto es algo que nos esperábamos aunque hasta ahora era algo puntual de algunos países pero en octubre de 2015, Google ha confirmado que esto sucede a nivel mundial.
Entre los motores del aumento del tráfico de datos se encuentran el incremento de las suscripciones a LTE, la mejora de los dispositivos, así como la mayor calidad de los datos de los respectivos contenidos.

## Tipos de tráfico web
Entre los principales tipos de tráfico web existentes, vale la pena destacar los siguientes: 
- Tráfico orgánico: el tráfico orgánico se refiere a la cantidad de visitantes que llegan a un sitio web a través de resultados de motores de búsqueda no pagados (orgánicos). Estos visitantes encuentran el sitio web buscando palabras clave o frases relevantes, y el tráfico orgánico a menudo se considera tráfico de alta calidad, ya que indica que el sitio web es relevante para las consultas de búsqueda de los usuarios.
- Tráfico de referencia: el tráfico de referencia es la cantidad de visitantes que llegan a un sitio web a través de fuentes externas, como otros sitios web, plataformas de redes sociales o directorios en línea. El tráfico de referencia puede ayudar a crear vínculos de retroceso y aumentar la visibilidad del sitio web.
- Tráfico directo: el tráfico directo representa a los visitantes que escriben directamente la URL del sitio web en su navegador o acceden a él a través de marcadores. Estos visitantes ya están familiarizados con el sitio web y regresan o acceden directamente a él.
- Tráfico pagado: el tráfico pagado se refiere a los visitantes que llegan a un sitio web a través de campañas publicitarias pagas, como anuncios de pago por clic (PPC). Este tráfico está impulsado por anuncios dirigidos y puede ser una forma rápida de atraer visitantes a un sitio web.
- Fuentes de tráfico: el análisis de las fuentes de tráfico web ayuda a los propietarios de sitios web a comprender de dónde provienen sus visitantes y qué canales de marketing generan la mayor cantidad de tráfico. Esta información se puede utilizar para optimizar los esfuerzos de marketing y asignar recursos de manera efectiva.
- Tasa de conversión: el tráfico web es importante, pero el objetivo final suele ser convertir a los visitantes en clientes o clientes potenciales. El seguimiento de la tasa de conversión ayuda a comprender la eficacia de un sitio web para convertir el tráfico en acciones deseadas, como realizar una compra o completar un formulario de contacto.
- Tráfico móvil: como se menciona en el artículo, el aumento del tráfico móvil es una tendencia importante en los últimos años. Los sitios web deben optimizarse para dispositivos móviles a fin de garantizar una experiencia de usuario positiva, ya que los usuarios de dispositivos móviles ahora constituyen una parte importante del tráfico web general.
- Estrategia de contenido: el contenido valioso y de alta calidad es clave para atraer y retener tráfico web. La creación de contenido atractivo e informativo que se alinee con la intención de búsqueda de los usuarios puede generar un mayor tráfico orgánico y una mayor participación de los usuarios.
- Comportamiento del usuario: el análisis del comportamiento del usuario en el sitio web, como las tasas de rebote, el tiempo en la página y las tasas de clics, brinda información sobre cómo los visitantes interactúan con el contenido. Estos datos pueden ayudar a identificar áreas de mejora y mejorar la experiencia general del usuario.
- SEO y tráfico web: la optimización de motores de búsqueda (SEO) juega un papel vital en la conducción del tráfico web orgánico. Al optimizar el contenido, la estructura y los aspectos técnicos del sitio web, este se vuelve más visible y relevante para los motores de búsqueda, lo que da como resultado clasificaciones más altas y un aumento del tráfico orgánico.
- Tendencias del tráfico web: monitorear las tendencias del tráfico web a lo largo del tiempo puede ayudar a identificar las fluctuaciones estacionales, el impacto de las campañas de marketing y los cambios en el comportamiento del usuario. Comprender estas tendencias permite a los propietarios de sitios web tomar decisiones basadas en datos para mejorar el rendimiento general.[2]

## Estrategia de contenido: Clave para atraer y retener tráfico web
Una estrategia de contenido sólida es fundamental para lograr una presencia digital efectiva. El contenido valioso y de alta calidad no solo atrae visitantes, sino que también fomenta su permanencia en el sitio, mejora la experiencia del usuario y fortalece la confianza en la marca.

### ¿Por qué es importante el contenido?
El contenido actúa como un puente entre la empresa y su audiencia, proporcionando respuestas, soluciones o entretenimiento. Un enfoque estratégico en la creación de contenido atractivo e informativo puede generar múltiples beneficios:
1. Aumento del tráfico orgánico: Al alinearse con la intención de búsqueda de los usuarios, se mejora la posibilidad de aparecer en los primeros resultados de búsqueda.
2. Mayor participación: El contenido relevante fomenta la interacción, ya sea a través de comentarios, compartidos en redes sociales o suscripciones a newsletters.
3. Autoridad y confianza: Un contenido bien investigado y actualizado posiciona a la marca como experta en su sector.

### Componentes clave de una estrategia de contenido exitosa
1. Definición de la audiencia: Conocer las necesidades, intereses y problemas de tu público objetivo es esencial para crear contenido que resuene con ellos.
2. Diversificación de formatos: Combinar formatos como blogs, infografías, videos, podcasts y publicaciones en redes sociales para maximizar el alcance y adaptarse a diferentes preferencias de consumo.
3. Optimización SEO: Incluir palabras clave relevantes, etiquetas meta, enlaces internos y contenido estructurado para mejorar la visibilidad en motores de búsqueda.
4. Actualización constante: Revisar y actualizar regularmente el contenido existente asegura su relevancia y efectividad.
5. Medición y análisis: Utilizar herramientas de analítica para evaluar el rendimiento del contenido y ajustarlo según los datos obtenidos.

### Cómo alinear el contenido con la intención de búsqueda
Es crucial que el contenido responda directamente a las preguntas o necesidades de los usuarios. Esto implica:
- Identificar palabras clave de intención informativa, transaccional o navegacional.
- Crear contenido detallado, con ejemplos prácticos o soluciones específicas.
- Presentar información de manera clara, concisa y atractiva.

En resumen, una estrategia de contenido bien diseñada no solo genera tráfico web, sino que también establece conexiones significativas con la audiencia. Al centrarse en la creación de contenido alineado con las necesidades de los usuarios, las empresas pueden maximizar su impacto digital y consolidar su presencia en el mercado. 